# Норте
Норте је врста ветра који дува у САД и средњој Америци. Представља генетски наставак нордера и такође је хладан, јак и доноси хладније време.